# Udlejre Kirke
Udlejre Kirke ligger midt i Ølstykke by, ca. 7 km SØ for Frederikssund (Region Hovedstaden).

## Eksterne kilder og henvisninger
- Wikimedia Commons har flere filer relateret til Udlejre Kirke
- Udlejre Kirke på KortTilKirken.dk